# 719

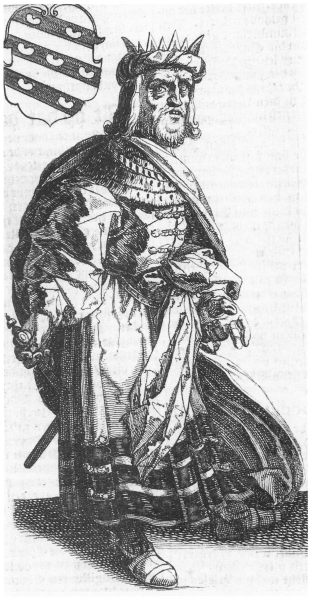
Koning Radboud van de Friezen

Het jaar 719 is het 19e jaar in de 8e eeuw volgens de christelijke jaartelling.

## Gebeurtenissen

### Lage landen
- Fries-Frankische Oorlog: Koning Radboud maakt plannen om andermaal Austrasië binnen te vallen en trekt daartoe een groot leger samen. Hij krijgt daartoe niet meer de gelegenheid en sterft aan een ernstige ziekte in de nazomer of vroege herfst.
- Karel Martel voert een campagne tegen de Friezen en slaagt erin het gebied ten westen van de Vlie (Zeeland, Holland en Utrecht) te heroveren. Koning Poppo, opvolger van Radboud, sluit een vredesverdrag met Karel. Volgens bronnen is de plaatselijke Friese adel betrokken geweest bij de machtsovername van het rivierengebied door de Franken.

### Europa
- Het Frankische Rijk wordt wederom verenigd na de dood van Chlotharius IV. Karel Martel erkent Chilperik II als vadsige koning (roi fainéant) van de Franken, maar regeert als feitelijke machthebber. Raganfrid, voormalig hofmeier van Neustrië vlucht naar Angers en vestigt het graafschap Anjou in het Loiredal (westelijk Frankrijk).
- Theodo III wordt na een burgeroorlog hertog van Beieren. Hij herenigt het hertogdom en vestigt zijn residentie in Salzburg (huidige Oostenrijk).
- De Moorse aanvoerder Al-Samh ibn Malik stoot vanuit de Pyreneeën door langs de oostkust waarbij het Visigotische koninkrijk van Septimanië onder de voet gelopen wordt. Hij verovert Narbonne en vestigt aldaar een versterkte basis.

### Religie
- Karel Martel stelt Willibrord ("apostel van de Lage Landen") in staat om de kerstening onder de Friezen vanuit Utrecht te hervatten. Bonifatius, Angelsaksische missionaris, komt hem helpen vanuit zijn basis Antwerpen. Willibrord wil hem aanwijzen als opvolger voor de bisschopszetel, maar Bonifatius geeft de voorkeur aan zijn missioneringswerk.

## Overleden
- Chlotharius IV, koning van Austrasië
- Pega van Croyland, Angelsaksisch kluizenares
- Radboud, koning van de Friezen